# 老营盘水库
老营盘水库位于中国江西省吉安市泰和县东南部上圯乡，是一座以灌溉为主，兼有防洪、发电、养殖等功能的大（二）型水库。1969年9月开始建设。建设时淹没耕地3835亩，迁移人口2018人。
通过老营盘水库总干渠灌溉下游的上圯乡、沙村镇、冠朝镇、塘洲镇。
除险加固工程于2003年11月开工，工程完工后有效灌溉面积扩大到11.56万亩。